# Swirz (gmina)
Swirz – dawna gmina wiejska w powiecie przemyślańskim województwa tarnopolskiego II Rzeczypospolitej. Siedzibą gminy był Swirz (Świrz).
Gminę utworzono 1 sierpnia 1934 r. w ramach reformy na podstawie ustawy scaleniowej z dotychczasowych gmin wiejskich: Chlebowice Świrskie, Kimirz, Kopań, Niedzieliska i Swirz.
Po wybuchu II wojny światowej okupowana przez ZSRR, gdzie została zniesiona. W 1941 roku przejęta przez władze hitlerowskie, którzy włączyli jej przedwojenny obszar do gmin Przemyślany (Kimirz, Kopań, Niedzieliska i Świrz) i Dobrzanica (Chlebowice Świrskie) w powiecie złoczowskim w dystrykcie Galicja w Generalnym Gubernatorstwie.
Po II wojnie światowej obszar gminy włączono do ZSRR.